# Régiments d'infanterie français d'Ancien Régime (I)
Cet article présente la liste des régiments d'infanterie français d'Ancien Régime, commençant par la lettre I.

## I
- Régiment de l'Île-de-Bourbon

Ce régiment colonial est levé sous ce titre le 18 août 1772 pour le service des colonies de la mer des Indes avec une partie de la légion de l'Île-de-France et des détachements des régiments Royal-Comtois, de Clare, d'Artois et de Normandie. Le 21 janvier 1775 il est incorporé dans le régiment colonial de l'Île-de-France et il est rétabli le 25 octobre 1776 en tant que bataillon. Le décret du 5 mai 1792 réunit les « bataillons de l'Île-de-Bourbon », [d'Afrique et de la Guyane pour composer le 111e régiment d'infanterie, qui ne pût être formé que le 15 mai 1793, après la rentrée en France des divers débris des troupes coloniales qui lui étaient destinés. Le régiment portait l'habit blanc à revers, parement, collet et revers de drap rouge.
- Régiment d'Île-de-France (1597-1598)

Ce régiment est levé sous ce titre et sur le pied de 1 550 hommes, le 6 mars 1597, dans les provinces d'Île-de-France et de Berry, par François-Annibal d'Estrées, marquis de Coeuvres. En 1597, il se trouve au siège d'Amiens et est licencié 6 mai 1598 et renvoyé aux garnisons.
- Régiment d'Île-de-France (1636-1638)

C'est l'ancien régiment de Rambures, qui est renommé « régiment d'Ile-de-France » en 1636 et qui prend le nom de régiment d'Ile-de-France (1636-1638) en 1636 avant de reprendre le nom de régiment de Rambures en 1638.
- Régiment d'Île-de-France (1652-1653)

Ce régiment est levé sous ce titre le 3 avril 1652. Il est mis en garnison à Noyon puis licencié en 1653.
- Régiment d'Île-de-France (1684-1762)

Ce régiment est créé sous ce titre le 20 septembre 1684, et donné à Antoine-Louis de Pardaillan de Gondrin, marquis d'Antin. En 1688, dans le cadre de la guerre de la Ligue d’Augsbourg, il participe à la conquête du Palatinat. Donné 12 juin 1689 à Henri Amproux, comte de La Massays il se trouve en 1690 à la bataille de Fleurus, en 1691 au siège de Mons puis il est mis en garnison à Saint-Ghislain en 1692. Après avoir été en poste le long des côtes de Normandie en 1693 il passe en Italie la même année et combat à Marsaglia puis rejoint l'armée de Catalogne en 1695 avec laquelle il se trouve engagé au siége de Barcelone en 1697 ou le colonel y est grièvement blessé. Donné 15 décembre 1698 à Charles-Guillaume, marquis de Broglie il est affecté, dans le cadre de la guerre de Succession d'Espagne, à l'armée d'Italie en 1701 il se trouve à la bataille de Luzzara en 1702, à l'expédition de Tyrol en 1703 puis aux sièges de Verceil, d'Ivrée et de Verrue en 1704, au siège de Chivasso à la bataille de Cassano et à la prise de Soncino en 1705. En 1706 il participe à la bataille de Calcinato et au siège et bataille de Turin, puis à la défense de Toulon en 1707, à l'attaque de Césane en 1708 et sert sur les Alpes jusqu'à la paix. Le régiment est donné le 29 mars 1710 à N. de Buraulure puis le 15 février 1716 à François Cornuau de La Grandière, comte de Meurcé le régiment se trouve au camp de la Saône en 1727, puis à l'armée du Rhin en 1733, dans le cadre de la guerre de Succession de Pologne, avec laquelle il participe au siège de Philisbourg en 1734. Donné le 16 avril 1738 à Pierre Emmanuel de Crussol, marquis de Florensac, il sert en Corse d'avril 1739 à avril 1741 ou il part en dépôt à Briançon. Il est affecté à l'armée des Alpes de 1743 à 1746 et à l'armée du Var en 1747 et 1616. Donné le 1er janvier 1748 à Louis Anne Alexandre de Montmorency, marquis de Morbecque le régiment est envoyé sur les côtes de Flandre de 1736 à 1760. Donné le 20 février 1761 à Jean-Baptiste Antoine Colbert, marquis de Seignelay, il est licencié le 25 novembre 1762. Ce régiment avait trois drapeaux : ceux d'ordonnance étaient jaunes, avec un triangle noir dans chaque carré. Le régiment d'Isle-de-France portait habit et culotte blancs; veste, collet et parements bleus; boutons jaunes; doubles poches en long avec trois boutons; autant sur les manches; chapeau bordé d'or.

Régiment d'Île-de-France (1684-1762)
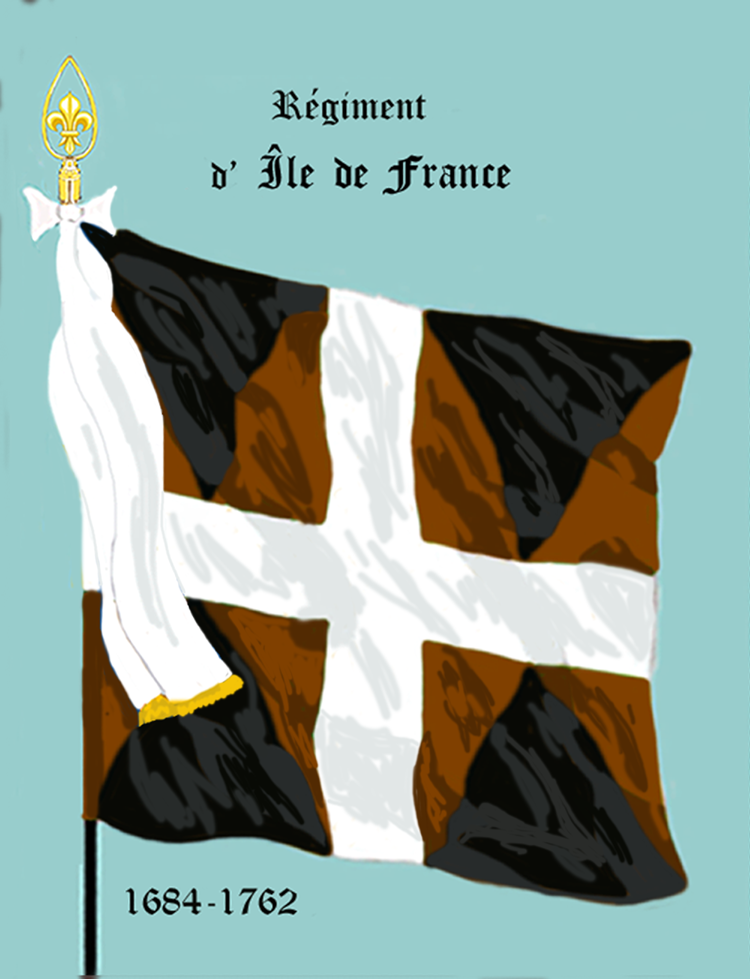

- Régiment d'Île-de-France

C'est l'ancien régiment de Montmorin, qui est renommé « régiment d'Île-de-France » le 10 décembre 1762 et qui est devenu depuis la Révolution le 39e régiment d'infanterie de ligne.

Régiment d'Île-de-France (1762-1791)
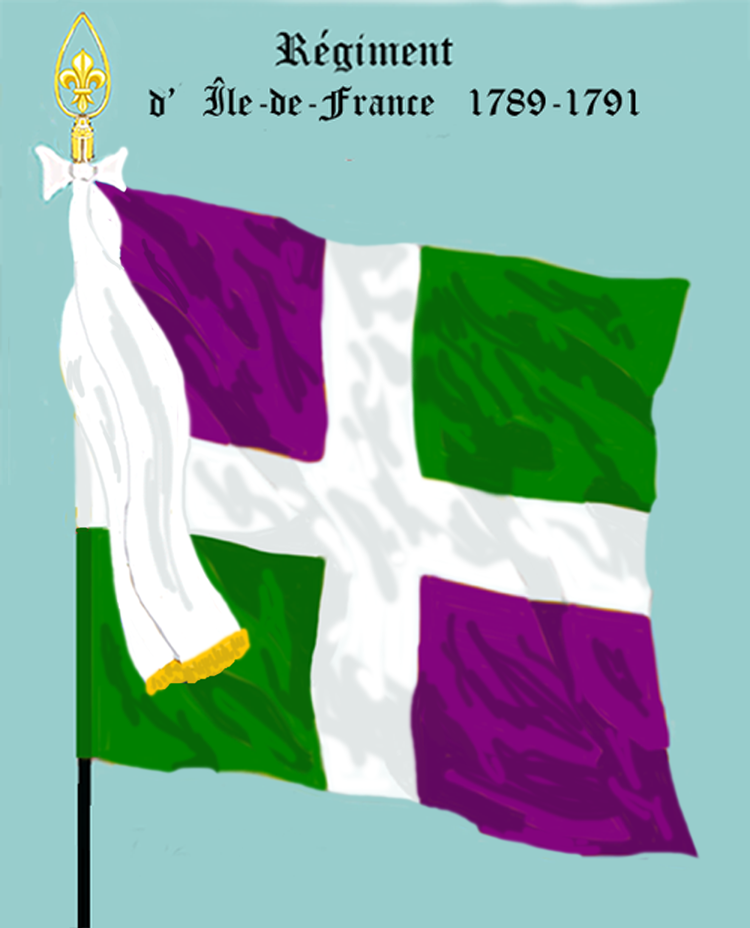

- Régiment de l'Île-de-France

Ce régiment colonial est créé sous ce titre le 18 août 1772 pour le service des colonies de la mer des Indes avec une partie de la légion de l'Île-de-France et des détachements des régiments Royal-Comtois, de Clare, d'Artois et de Normandie. Le 20 mai 1785 des détachements du « régiment de l'Île-de-France » et des régiments de la Guadeloupe et de la Martinique forment le bataillon de la Guyane. Le « régiment de l'Île-de-France » est devenu depuis la Révolution le 108e régiment d'infanterie de ligne. Le régiment portait l'habit blanc à revers, parement, collet et revers de drap bleu de roi.
- Régiment d'Illes 

C'est l'ancien régiment d'Ardenne, réformé en 1650, qui est renommé « régiment d'Illes » lorsqu'il est rétabli le 4 juillet 1656. Il est licencié le 20 juillet 1660.
- Régiment d'In der Halden (1549-1554) 

Le colonel Dietrich In der Halden, landaman de Schwitz, lève en 1549 un régiment de 6 000 hommes pour le Piémont. Renvoyé en 1550 le régiment est rétabli en 1554 sur le pied de 5 200 hommes, il sert en Picardie et est congédié en 1554.
- Régiment d'In der Halden (1574-1574) 

Le régiment est amené, en mars 1574, par Dietrich In der Halden, de Schweitz, dans le cadre de la cinquième guerre de Religion. Arrive en juillet 1574 à Chalon-sur-Saône, où Catherine de Médicis le voit le 19 août alors qu'il est formé de 10 compagnies de 300 hommes. Il se rend à Lyon au-devant de Henri III revenant
de Pologne. Il passe en Provence ou le colonel meurt. Il est remplacé par Sébastien Tanner, d'Uri et l'unité prend le nom de régiment de Tanner. —
- Régiment d'infanterie du Corps Royal de La Marine

Ce corps est créé 18 février 1772, pour le service de la flotte et des ports, et formée en huit régiments de deux bataillons, chacun de neuf compagnies, dont une de bombardiers, une de canonniers et sept de fusiliers. Ces huit régiments, qui portaient les titres de : régiment de Brest, régiment de Toulon, régiment de Rochefort (1772-1774), régiment de Marseille, régiment de Bayonne, régiment de Saint-Malo, régiment de Bordeaux (1772-1774) et régiment du Havre, sont fondus en un seul, le 26 décembre 1774. Ce régiment a été licencié le 28 janvier 1794. L'infanterie de marine avait habit bleu de roi, doublure, veste et culotte blanches, poches en travers garnies de trois boutons, manches en botte avec trois boutons; boutons blancs, galon jaune au chapeau. Les huit régiments se distinguaient par la couleur du collet, du parement et du revers, qui était l'écarlate pour le régiment de Brest, le jaune-citron pour le [régiment de Toulon, le vert de mer pour le régiment de Rochefort (1772-1774), le blanc pour le [régiment de Marseille, le noir pour le régiment de Bayonne, le bleu céeste pour le régiment de Saint-Malo, le cramoisi pour le [régiment de Bordeaux (1772-1774) et le ventre de biche pour le régiment du Havre. En 1774, ce fut l'uniforme du régiment de Brest qui fut maintenu.
- Régiment d'Inshinkin 

Ce régiment irlandais, est levé le 20 juin 1653 par N. Inshinkin, dans le cadre de la guerre franco-espagnole. Il participe à l'expédition de Naples en 1654 puis il est affecté à l'armée de Catalogne en 1655. Il est incorporé le 6 janvier 1657 dans le régiment Royal-Irlandais.
- Régiment d'Irmi 

Le colonel Nicolas Irmi, de Bâle, lève, en 1552, un régiment pour l'expédition de Lorraine. Passé en 1553 en Picardie il est congédié 21 septembre 1553.
- Régiment d'Isenghien 

C'est l'ancien régiment de Famechon, qui est renommé « régiment d'Isenghien » le 11 février 1697 après avoir été donné à Louis de Gand-Vilain de Mérode de Montmorency, prince d'Isenghien. Dans le cadre de la guerre de Succession d'Espagne il est affecté à l'armée de Flandre en 1701 et participe au combat de Nimègue en 1702 puis il passe à l'armée du Rhin, et se trouve au siège de Kelh, au combat de Munderkingen, à la première bataille d'Höchstädt en 1703, et à la deuxième bataille d'Höchstädt en 1704. Il rejoint l'armée du Rhin en 1705 et 1706 puis l'armée de Flandre en 1707 avec laquelle il se trouve à la bataille d'Audenarde en 1708 puis il est mis en garnison à Valenciennes de 1708 à 1714. Il est mis sur le pied français le 15 septembre 1717 sous le nom de régiment de Montesquiou après avoir été donné à N., marquis de Montesquiou.

Régiment d'Isenghien (1697-1717)
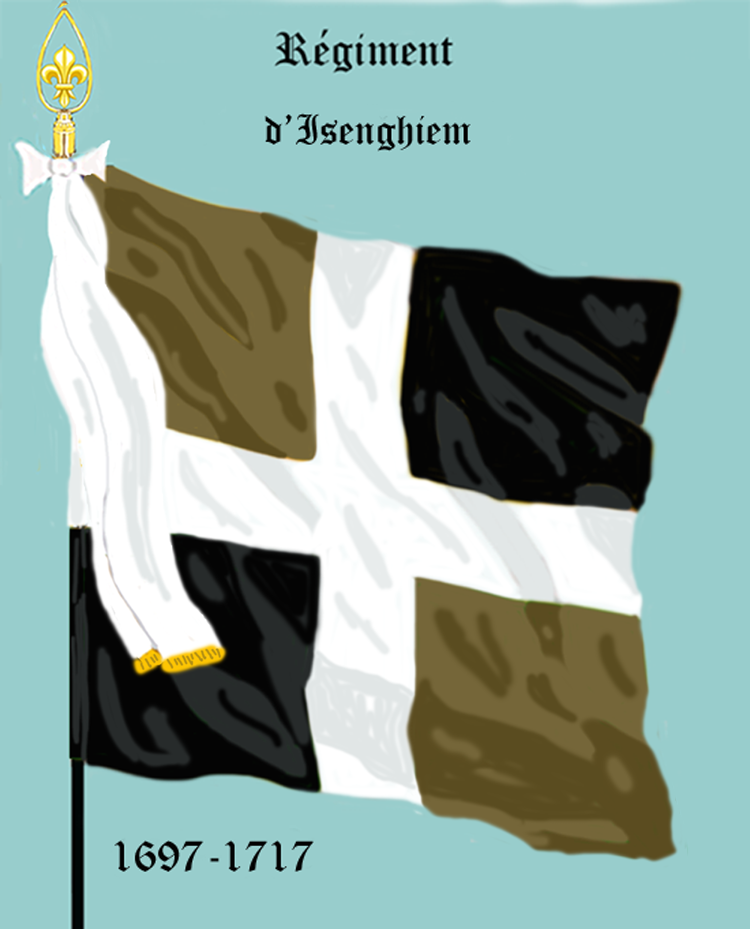

- Régiment des Isles

Le régiment est levé sous ce titre, le 10 juillet 1636, par le commandeur de La Porte, pour la défense des îles de l'Aunis, dans le cadre de la guerre de Trente Ans. Le régiment est embarqué en 1637 sur la flotte du comte d'Harcourt avec laquelle il participe à la reprise des îles de Lérins, puis au secours de Leucate. Il est donné le 13 avril 1644 à Charles de Pechpeyrou-Comminges, commandeur de Guitaut, qui le cède à son neveu en mars 1649. Il sert en Italie et Catalogne jusqu'en 1658 et la campagne de 1659 en Flandre. Il est licencié le 12 avril 1661.
- Bandes Italiennes

Voir à Bandes
- Régiment d'Ivoy 

Ce régiment protestant est formé en 1562 par Jean d'Hangest de Genlis, seigneur d'Ivoy dans le cadre de la première guerre de Religion. En 1562, le régiment participe à la prise d'Orléans et de Bourges, au blocus de Paris et à la bataille de Dreux. En 1563, il défend Orléans et est licencié le 19 mars 1563 après la chute de la ville.